# Teofilo Sison
Teofilo L. Sison (Dagupan, 29 februari 1880 - 13 april 1975) was een Filipijns jurist, politicus en minister. 

## Biografie
Teofilo Sison werd geboren op 29 februari 1880 in Dagupan in de Filipijnse provincie Pangasinan. 
Sison was raadslid van de gemeente Lingayen van 1916 tot 1919. Van 1922 tot 1928 was hij twee termijnen gouverneur van Pangasinan. Aansluitend werd Sison namens het tweede senaatsdistrict gekozen tot senator. Tegen het einde van zijn 1e termijn werd hij benoemd tot minister van binnenlandse zaken. Later nam hij ontslag in een poging herkozen te worden. Na de verkiezingen gewonnen te hebben werd hij opnieuw benoemd tot minister van binnenlandse zaken. Nadat de Filipijnen in 1935 een gemenebestland waren geworden, werd Sison door president Manuel Quezon benoemd tot rechter in het Hof van Beroep, een positie die hij enkele jaren bekleedde tot hij in 1939 tot de eerste minister van defensie van de Filipijnen werd benoemd. In 1941 was hij korte tijd minister van justitie in het kabinet van Quezon. Later bekleedde hij dezelfde positie in het kabinet van Jose Laurel, onder Japans bewind. Na afloop van de Tweede Wereldoorlog werd hij hiervoor berecht en ter dood veroordeeld. Een algehele amnestie door president Manuel Roxas in 1948 maakte de veroordeling echter ongedaan en zorgde ervoor dat hij op vrije voeten kwam.
Later volgde eerherstel. Hij kreeg vele onderscheidingen. In 1972 werd hij op zijn verjaardag van president Ferdinand Marcos benoemd in de orde van Kalantiaw, een van de hoogste onderscheiding in de Filipijnen. In 1975 overleed Sison, twee maanden na zijn 95e verjaardag. Hij werd begraven op Loyola Memorial Park in Marikina. 